# Panglima Estino

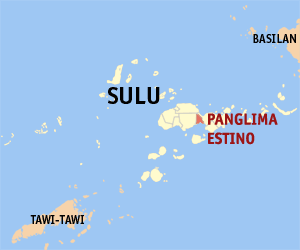
Bản đồ Sulu với vị trí của Panglima Estino

Panglima Estino là một đô thị hạng 5 ở tỉnh Sulu, Philippines. Theo điều tra dân số năm 2000, đô thị này có dân số 21.443 người trong 3.577 hộ.

## Các đơn vị hành chính
Panglima Estino được chia thành 12 barangay.
- Gagguil
- Gata-gata
- Jinggan
- Kamih-Pungud
- Lihbug Kabaw
- Likbah
- Lubuk-lubuk
- Marsada
- Paiksa
- Pandakan
- Punay (Pob.)
- Tiptipon